# 施帕登貝格山
47°57′19.22″N 14°31′41.81″E / 47.9553389°N 14.5282806°E

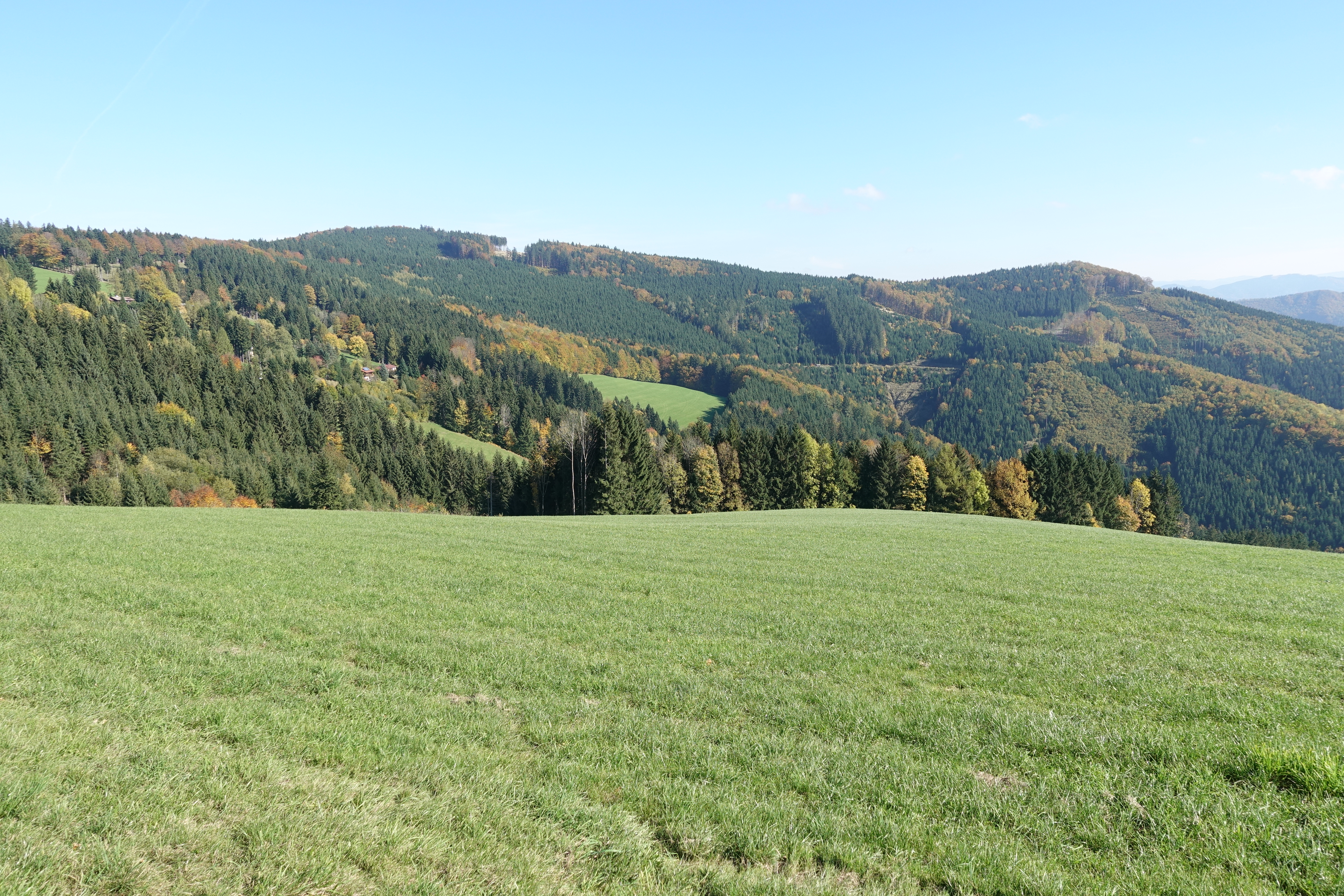

施帕登貝格山（德語：Spadenberg），是奧地利的山峰，位於該國北部，由上奧地利州負責管轄，屬於上奧地利前阿爾卑斯山脈的一部分，距離希弗施泰因山5.8公里，海拔高度1,000米，每年平均降雨量1,513毫米。